# Копальня Холборн
Копальня Холборн — колишні гірничі розробки на острові Холборн (Holbourne), що лежить біля східного узбережжя Австралії.
Протягом другої половині XIX століття на тлі зростаючого попиту на добрива велись пошуки та видобуток гуано на численних островах. В продовження цих зусиль у 1918-му компанія Holbourne Island Phosphate Company Limited спробувала залучити до розробки поклади острова Холборн, де внаслідок значного рівня опадів гуано втратило більшість азоту й перетворилось таким чином на фосфоритне гуано.
У межах проєкту використовували поклад на південному заході острова, що займав шосту частину останнього. Роботи велись відкритим способом, а видобутий матеріал вивозили до узбережжя у вагонетках, які тягнули коні. Далі його відправляли баржами до Боуену, звідки переправляли на заводи добрив у Брисбені та Таунсвіллі.
Вже у 1921-му розробка припинилась через низьку якість продукції, унаслідок чого вона не підходила для продажу на експорт чи до інших штатів, а продавалась лише на місцевому ринку та не забезпечувала рентабельну діяльність. Всього за час розробки вилучили 2,1 тисячі тонн фосфоритного гуано з піком видобутку в 1919 році на рівні у 850 тонн.